# Lasioglossum cyanescens
Lasioglossum cyanescens là một loài Hymenoptera trong họ Halictidae. Loài này được Cockerell mô tả khoa học năm 1919.